# Veneneia (crater)
Veneneia /ve.neˈne.ja/ este al doilea cel mai mare crater de pe asteroidul 4 Vesta, la 52° S latitudine. Cu 395 km  în diametru, are 70% din diametrul ecuatorial al asteroidului și unul dintre cele mai mari cratere din Sistemul Solar. Are o vechime de cel puțin 2 miliarde de ani și, posibil, de 4,2 miliarde de ani.  Cu toate acestea, este suprapus și parțial șters de Rheasilvia, care este mai mare. A fost descoperit de sonda spațială Dawn în 2011. Este numit după Venēneia, una dintre fecioarele vestale fondatoare.
Vesta are o serie de șanțuri în emisfera nordică concentrice cu Veneneia. Se crede că acestea sunt fracturi la scară mare rezultate în urma impactului. Cea mai mare este Saturnalia Fossae, cu aprox. 39 km lățime și > 400 km lungime. 